# 大沢秀介
大沢 秀介（おおさわ ひでゆき、1952年（昭和27年）4月10日 - ）は、日本の法学者。専門は、憲法学・アメリカ憲法。学位は、法学博士（慶應義塾大学・論文博士・1988年）（学位論文「公共訴訟の研究」）。慶應義塾大学法学部教授。

## 来歴
東京都立井草高等学校を卒業後、慶應義塾大学法学部政治学科に入学。大学では慶應塾生新聞会に所属して編集長、代表を務め、また、堀江湛のゼミに所属して、「政治的社会化」を卒業論文のテーマとする。1975年（昭和50年）、慶應義塾大学法学部政治学科卒業。1977年（昭和52年）、同大学院法学研究科修士課程を修了。修士論文では、横田喜三郎（最高裁判所長官）の下での最高裁判所の司法行動をテーマとする。
同年4月、法学部助手となる。1980年（昭和55年）に同博士課程単位取得退学。1982年（昭和57年）5月にハーバード大学ロー・スクール修士課程修了（LL.M.）。1988年（昭和63年）2月に法学博士（慶應義塾大学）の学位を取得（学位論文「公共訴訟の研究」）。同年2月、政治研究櫻田会奨励賞を受賞。慶應義塾大学法学部専任講師、同助教授、同教授を経て、慶應義塾大学法学部教授兼同法科大学院教授。1990年（平成2年）から1991年（平成3年）にかけて、デューク大学に留学。2000年から司法試験考査委員（憲法）。

## 主な役職歴
- 1977年（昭和52年）4月 - 1980年（昭和55年）3月：慶應義塾大学助手（本務）
- 1980年（昭和55年）4月 - 1984年（昭和59年）3月：慶應義塾大学法学部専任講師（本務）
- 1984年（昭和59年）4月 - 1989年（平成元年）3月：慶應義塾大学法学部助教授（本務）
  - 1985年（昭和60年）4月 - 同年9月：慶應義塾大学通信教育部学習指導副主任（役職）
- 1989年（平成元年）4月 - ：慶應義塾大学法学部教授（本務）
  - 1989年（平成元年）10月 - 1990年（平成2年）7月：慶應義塾大学法学部学習指導副主任（役職）
  - 1990年（平成2年）4月 - ：慶應義塾大学大学院法学研究科委員（役職）
  - 1991年（平成3年）10月 - 1992年（平成4年）3月：慶應義塾大学法学部学習指導副主任（役職）
  - 1992年（平成4年）8月 - ：港区個人情報保護運営審議会委員
  - 1999年（平成11年）1月：国立民族学博物館出張
  - 1999年（平成11年）1月 - 2000年（平成12年）12月：港区情報公開・個人情報保護審査会委員
  - 1999年（平成11年）2月 - 同年7月：自治省選挙部 ｢首長の多選の見直し問題に関する調査研究会｣会長
  - 2000年（平成12年）1月 - 同年12月：日本弁護士連合会センター検討作
  - 2000年（平成12年）1月 - ：法務省司法試験管理委員会考査委員
  - 2001年（平成13年）1月 - 同年12月：日本学術振興会委員
  - 2002年（平成14年）4月 - 2003年（平成15年）3月：参議院客員調査員

## 所属学会
日本公法学会、日米法学会、全国憲法研究会、憲法訴訟研究会、アメリカ学会、日本政治学会、日本選挙学会。

## 著書

### 単著
- 『現代アメリカ社会と司法―公共訴訟をめぐって』（慶應通信、1987年）
- 『現代型訴訟の日米比較』（弘文堂、1988年）
- 『アメリカの政治と憲法』（芦書房、1992年）
- 『憲法II講義ノート』（成文堂、1992年、改訂版1995年）
- 『憲法I講義ノート』（成文堂、1997年）
- 『憲法入門』（成文堂、1998年、補訂版2000年、第3版2003年）
- 『アメリカの司法と政治講義ノート』（成文堂、2003年）

### 共著
- 棟居快行・工藤達朗・小山剛・赤坂正浩・石川健治・内野正幸・大津浩・駒村圭吾・笹田栄司・宍戸常寿・鈴木秀美・畑尻剛・村田尚紀・宮地基・矢島基美・山元一『プロセス演習 憲法』（信山社 2004年）
- 赤坂正浩・井上典之・工藤達朗『ファーストステップ憲法』（有斐閣、2005年）
- 笹田栄司・井上典之・工藤達朗『ケースで考える憲法入門』（有斐閣、2006年）

### 編著
- 『はじめての憲法』（成文堂、2003年）
- 『判例ライン　憲法』（成文堂、2007年）

### 共編著
- 草野厚・久保文明『現代アメリカ政治の変容』（勁草書房、1999年）
- 小山剛『市民生活の自由と安全――各国のテロ対策法制』（成文堂、2006年）